# Porte de Hal/Hallepoort
Porte de Hal/Hallepoort – stacja metra w Brukseli, na linii 2 i 6. Zlokalizowana jest pomiędzy stacjami Gare du Midi/Zuidstation i Hôtel des Monnaies/Munthof. Została otwarta 2 października 1988.